# تربهستیتس
تربهستیتس (به لاتین: Třebohostice) یک سکونتگاه مسکونی در جمهوری چک است که در Strakonice District واقع شده‌است.

## خصوصیات
تربهستیتس ۹٫۷۴ کیلومترمربع مساحت و ۳۱۳ نفر جمعیت دارد و ۴۸۴ متر بالاتر از سطح دریا واقع شده‌است.